# Józef Kobyłecki (generał)
Józef Feliks Kobyłecki (ur. 13 sierpnia 1894 w Grabnie, zm. 30 października 1969 w Londynie) – pułkownik piechoty Wojska Polskiego i Polskich Sił Zbrojnych, kawaler Orderu Virtuti Militari, w 1966 mianowany generałem brygady przez Prezydenta RP na uchodźstwie.

## Życiorys
Był synem Wacława, właściciela ziemskiego, i Józefy ze Stawiskich. W czasie I wojny światowej służył w Armii Imperium Rosyjskiego, a od listopada 1917 do maja 1918 w I Korpusie Polskim w Rosji.
W listopadzie 1918 roku został przyjęty został do Wojska Polskiego i przydzielony do 23 pułku piechoty we Włodzimierzu Wołyńskim. Dowodził w nim II batalionem. 3 maja 1922 roku został zweryfikowany w stopniu kapitana ze starszeństwem z dniem 1 czerwca 1919 roku i 763. lokatą w korpusie oficerów piechoty. 11 grudnia 1924 roku został przesunięty ze stanowiska dowódcy II baonu na stanowisko kwatermistrza pułku.
W styczniu 1925 roku przeniesiony został do Departamentu Piechoty Ministerstwa Spraw Wojskowych w Warszawie. 3 maja 1926 roku został awansowany do stopnia majora ze starszeństwem z dniem 1 lipca 1925 roku i 77. lokatą w korpusie oficerów piechoty.
5 maja 1927 roku otrzymał przeniesienie do Korpusu Ochrony Pogranicza na stanowisko dowódcy 20 batalionu granicznego w Nowych Święcianach. 24 grudnia 1929 roku został awansowany na podpułkownika ze starszeństwem z dniem 1 stycznia 1930 roku i 39. lokatą w korpusie oficerów piechoty. W marcu 1931 roku wyznaczony został na stanowisko zastępcy dowódcy 78 pułku piechoty w Baranowiczach.
14 listopada 1935 objął dowództwo 13 pułku piechoty w Pułtusku. Na pułkownika awansowany ze starszeństwem z dniem 19 marca 1938 roku i 23. lokatą w korpusie oficerów piechoty. Od października 1938 roku do września 1939 roku był zastępcą szefa Gabinetu Wojskowego Prezydenta RP.

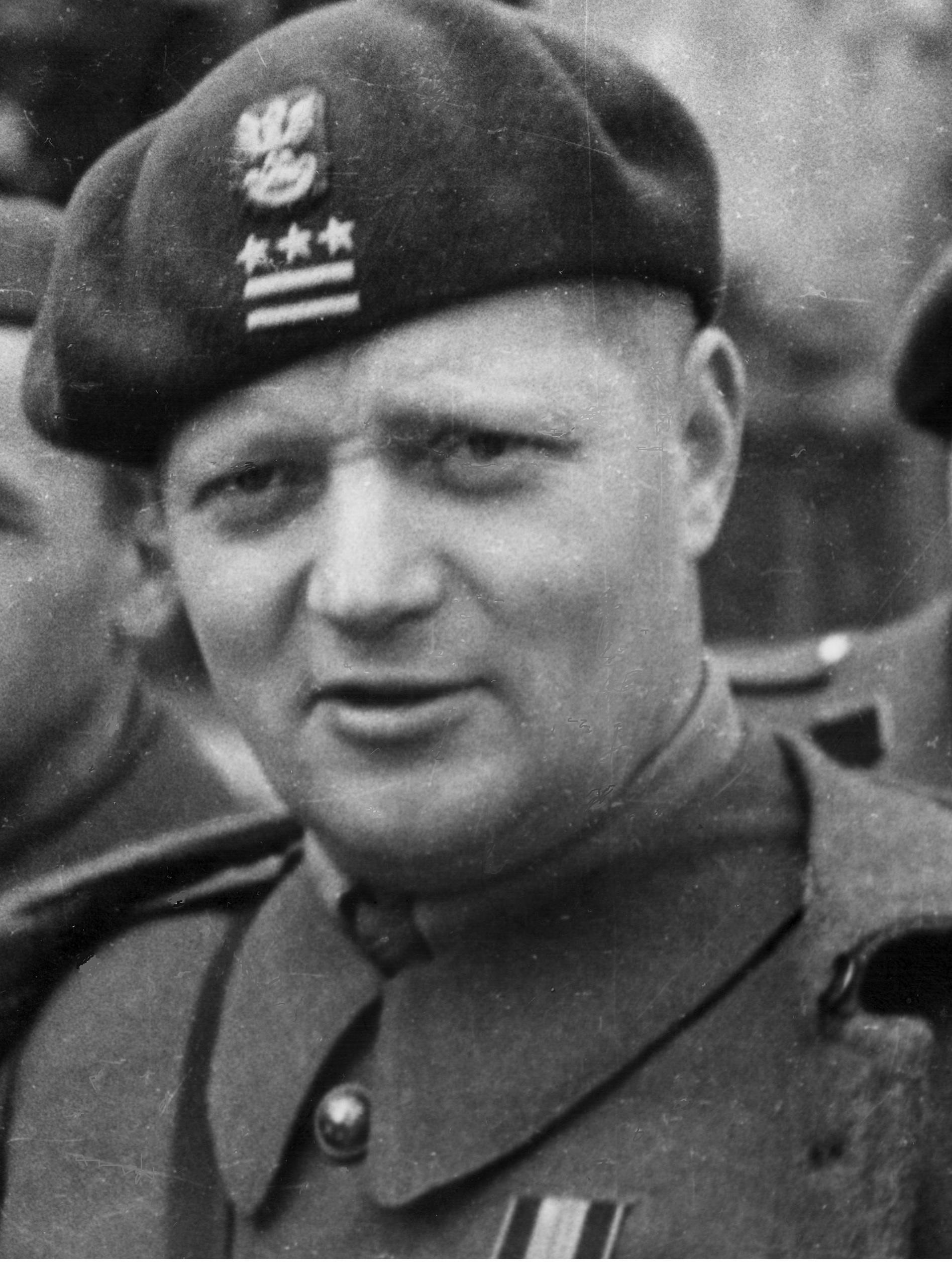
Płk Józef Kobyłecki w 1940

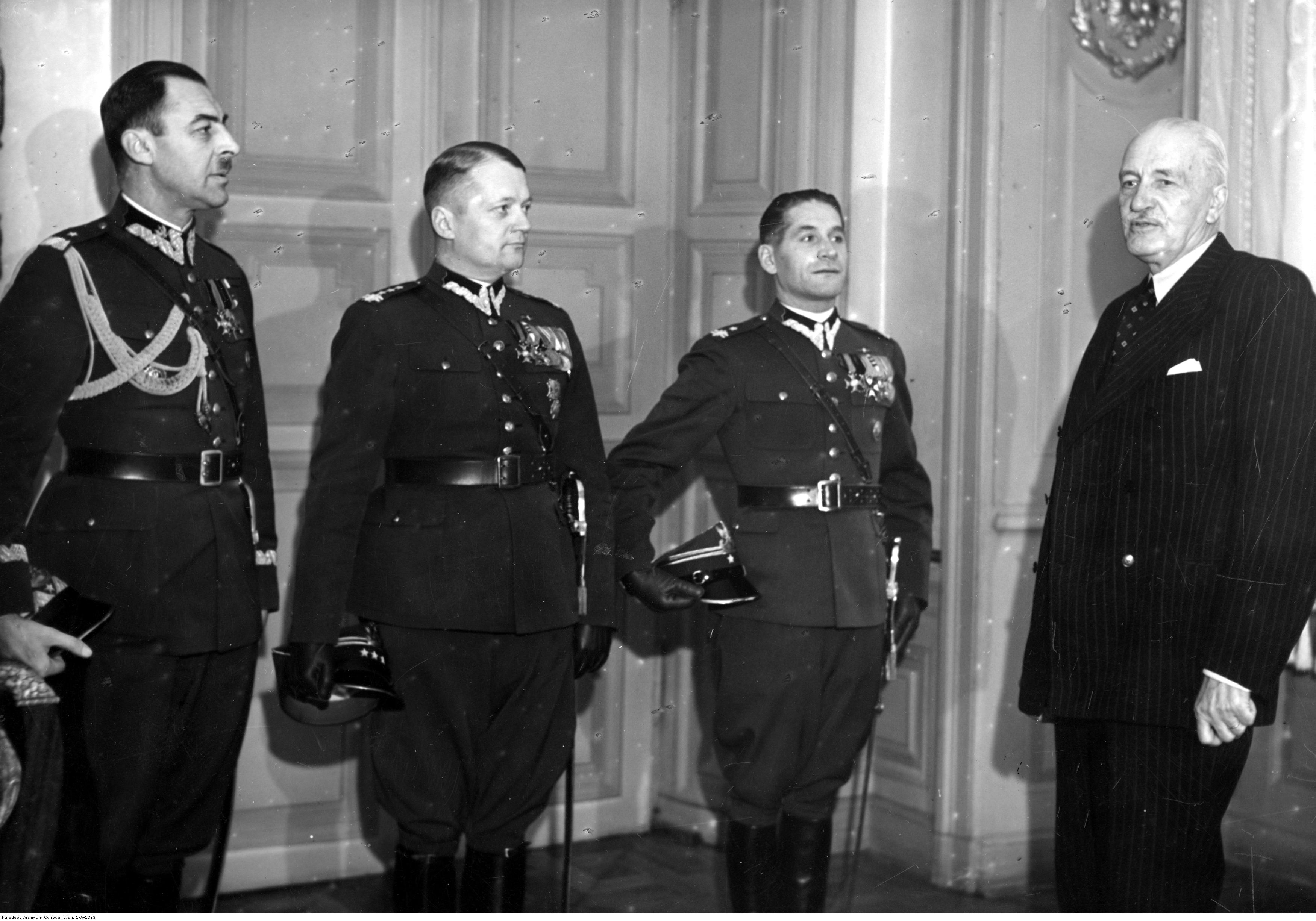
Prezydent Ignacy Mościcki i pracownicy Gabinetu Wojskowego Prezydenta RP; płk Józef Kobyłecki 2 z lewej; 1938 r.

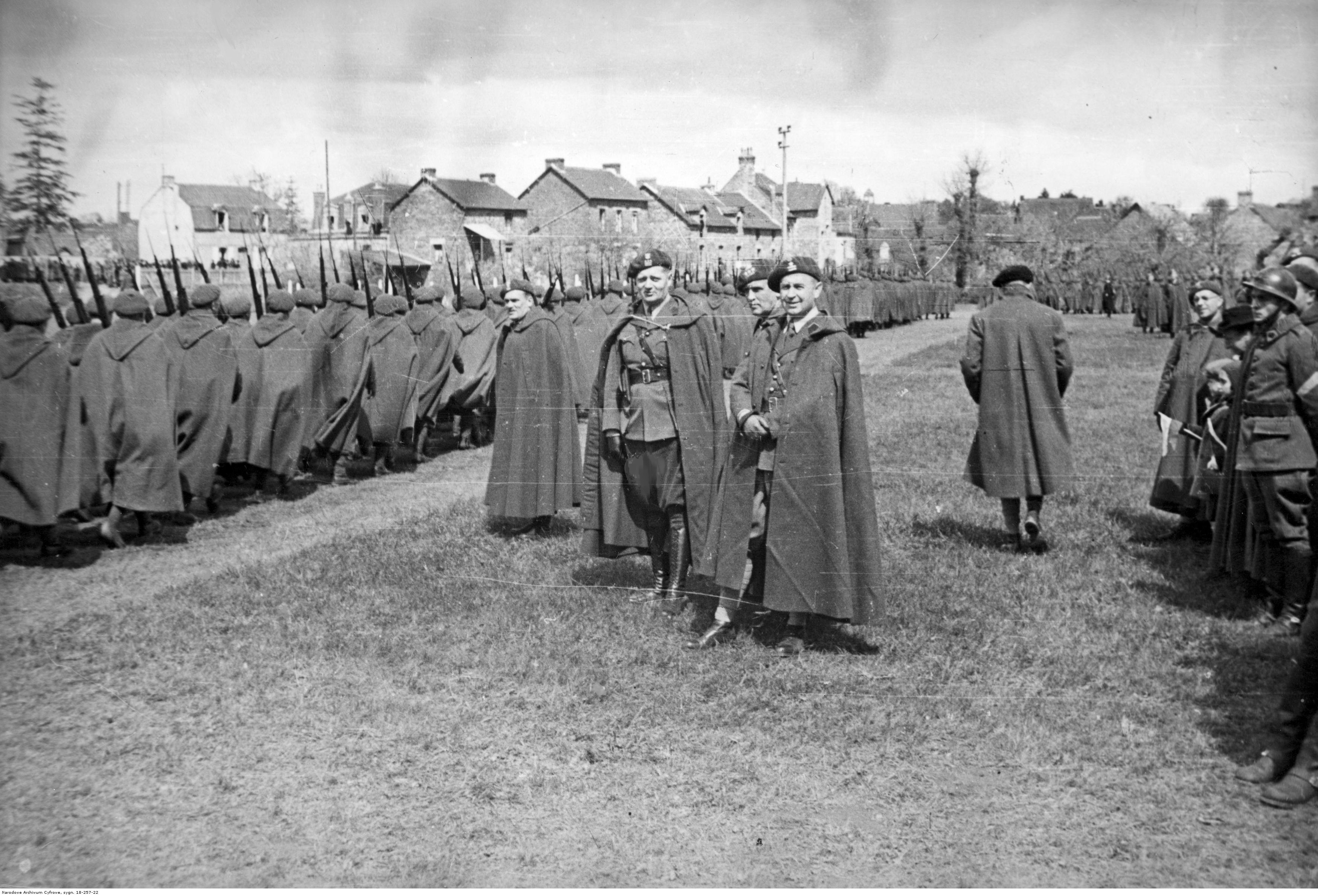
Uroczystość wręczenia sztandaru Samodzielnej Brygadzie Strzelców Podhalańskich - Malestroit, 1940-04-10

Po kampanii wrześniowej przez Rumunię przedostał się do Francji. Od lutego do czerwca 1940 dowodził 2 Półbrygadą Samodzielnej Brygady Strzelców Podhalańskich. Walczył w kampanii norweskiej pod Narwikiem i w kampanii francuskiej. Z tego okresu, w Instytucie Polskim i Muzeum im. gen. Sikorskiego w Londynie, zachował się wniosek podpisany przez gen. bryg. Zygmunta Bohusza-Szyszkę o nadanie mu, po raz kolejny, Krzyża Walecznych z następującym uzasadnieniem: „W trudnych warunkach bojowych, będąc otoczony przez niemieckie oddziały pancerne zdołał wyprowadzić oddziały swoje z broną w ręku na pd. wybrzeża Bretanii (...) i przedarł się z nimi do pn. nieokupowanej części Francji”.
Po ewakuacji do Wielkiej Brytanii przebywał w obozie Peebles, w Szkocji. W styczniu 1941 został zastępcą dowódcy 8 Brygady Kadrowej Strzelców. W lipcu tego roku przeniesiony został do 3 Brygady Kadrowej Strzelców, w której objął dowództwo Oddziału Wydzielonego „Arbroath”, a 20 października wyznaczony został na stanowisko zastępcy dowódcy brygady. Po rozformowaniu brygady został zastępcą dowódcy I Oficerskiego batalionu szkolnego. W styczniu 1942 powierzono mu pełnienie obowiązków komendanta Centrum Wyszkolenia Piechoty. W czerwcu 1944 został szefem Wydziału Personalnego Inspektoratu Zarządu Wojskowego, a w lutym 1946 szefem Wydziału Personalnego Inspektoratu do Spraw Cywilnych. Po demobilizacji osiedlił się w Londynie. Prezydent RP August Zaleski mianował go generałem brygady ze starszeństwem z dniem 11 listopada 1966 roku w korpusie generałów.
Zmarł 20 grudnia 1969 roku w Londynie. Jego prochy zostały złożone w rodzinnym grobie na Cmentarzu parafii św. Wacława Męczennika w Grabnie (sektor A-13-88).

## Ordery i odznaczenia
- Krzyż Srebrny Orderu Wojskowego Virtuti Militari nr 151 (17 maja 1921)[14][2]
- Krzyż Walecznych (czterokrotnie, w tym po raz pierwszy, w zamian za dyplom „za Waleczność” byłego Frontu Litewsko-Białoruskiego)[15][16]
- Złoty Krzyż Zasługi (11 listopada 1937)[17]
- Medal Niepodległości (16 marca 1933)[18]
- Medal 10 Rocznicy Wojny Niepodległościowej (Łotwa)[19]